# Liste des U-Boote étrangers de la Seconde Guerre mondiale
La Liste des U-Boote étrangers de la Seconde Guerre mondiale est la liste d'identification des sous-marins étrangers capturés ou réquisitionnés par la marine de guerre allemande (Kriegsmarine) durant la Seconde Guerre mondiale.
À partir de 1939 et jusqu'à la fin de la Seconde Guerre mondiale en 1945, la Kriegsmarine a modifié un total de 14 sous-marins, les a classés suivant une dénomination particulière des U-Boote (U suivi de F pour les sous-marins français, de IT pour les sous-marins italiens, etc.) puis les a déployés dans ses flottilles avec un équipage allemand comme les U-Boote d'origine allemande.
Le résultat de ces U-Boote n'était pas particulièrement fructueux, puisque seulement neuf navires alliés ont été détruits sur la durée de la guerre dont sept uniquement par l'U-A,.
NB : U-Boote est le pluriel de U-Boot en allemand.

## Désignations et nationalités d'origine
| Type   | Nom d'origine         | Pays d'origine |
| ------ | --------------------- | -------------- |
| UA     | Batiray               | Turquie        |
| UB     | HMS Seal              | Royaume-Uni    |
| UC-1   | B 5                   | Norvège        |
| UC-2   | B 6                   | Norvège        |
| UD-1   | O 8                   | Pays-Bas       |
| UD-2   | O 12                  | Pays-Bas       |
| UD-3   | O 25                  | Pays-Bas       |
| UD-4   | O 26                  | Pays-Bas       |
| UD-5   | O 27                  | Pays-Bas       |
| UF-1   | L'Africaine           | France         |
| UF-2   | La Favorite           | France         |
| UF-3   | L'Astrée              | France         |
| UIT-22 | Alpino Bagnoli        | Italie         |
| UIT-23 | Regilnado Giuliani    | Italie         |
| UIT-24 | Comandante Cappellini | Italie         |
| UIT-25 | Luigi Torelli         | Italie         |

### Sources
- (en) Cet article est partiellement ou en totalité issu de l’article de Wikipédia en anglais intitulé « Foreign U-boats » (voir la liste des auteurs).